# Sion Sono

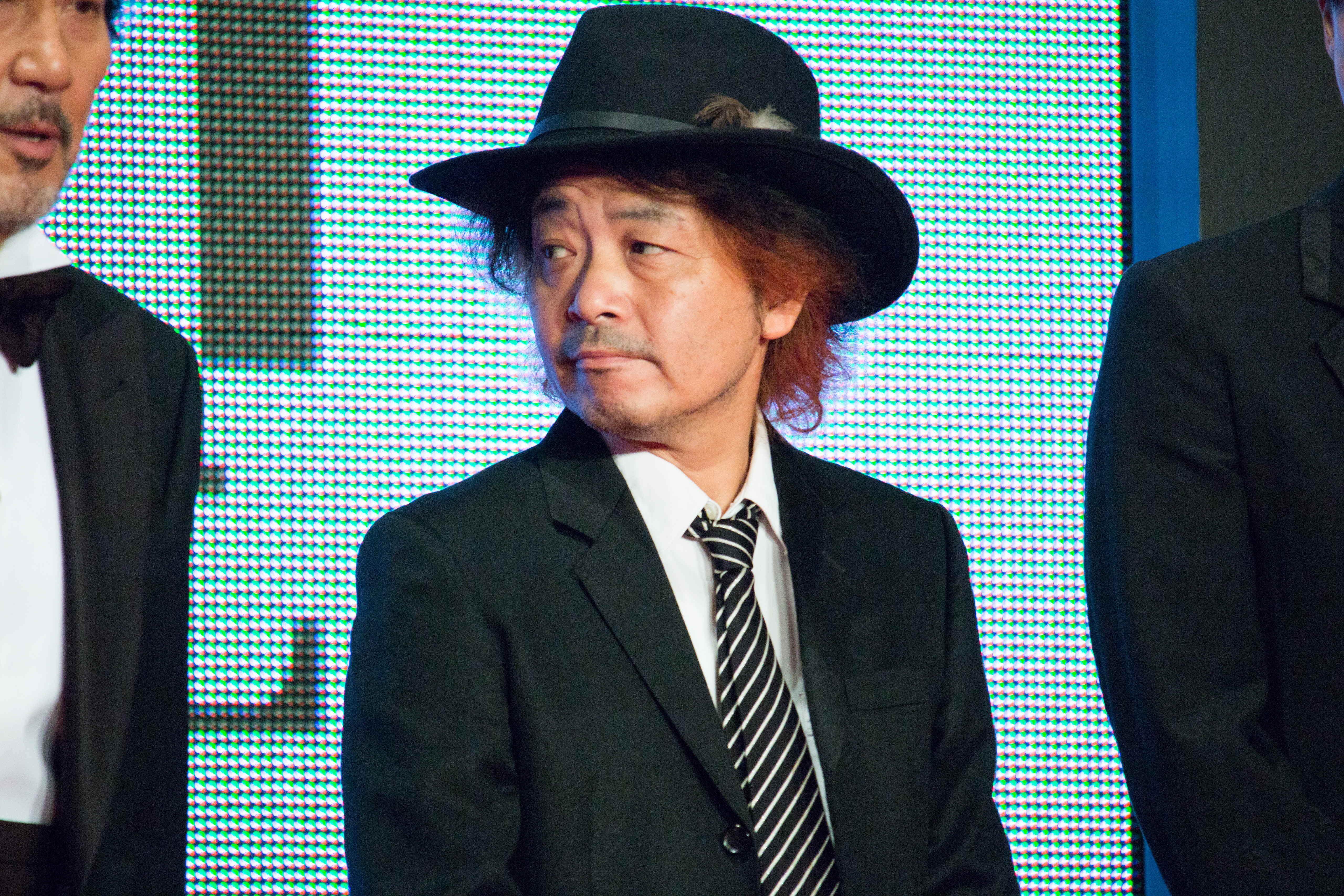
Sion Sono

Sion Sono (japanska: 園 子温), född 20 december 1961 i Toyokawa, är en japansk filmregissör och poet. Bland hans tidiga filmer finns flera uppväxtskildringar, men han har mest blivit känd för sina stiliserade och ofta blodiga våldsskildringar. I många av hans filmer förekommer kristen symbolik; Sono har berättat att han verkligen ville och försökte bli kristen under en lång period, men aldrig lyckades. Hans nära fyra timmar långa film Ai no mukidashi ("Blottad kärlek") vann FIPRESCI-priset för sin sektion vid Filmfestivalen i Berlin 2009.

## Filmografi
- Ore wa Shion Sono da!! (1985)
- Otoko no hanamichi (1987)
- Kessen! Joshiryo tai danshiryo (1988)
- Jitensha toiki (1990)
- Heya (1992)
- Keiko desu kedo (1997)
- Kaze (1998)
- Dankon: The Man (1998)
- Seigi no Tatsujin Nyotai Tsubo saguri (2000)
- Utsushimi (2000)
- 0cm4 (2001)
- Suicide Club (Jisatsu saakuru) (2002)
- Hazard (2005)
- Yume no naka e (2005)
- Noriko no shokutaku (2005)
- Kimyō na saakasu (2005)
- Ekusute (2007)
- Ai no mukidashi (2008)
- Chanto tsutaeru (2009)
- Cold Fish (Tsumetai nettaigyo) (2010)
- Koi no tsumi (2011)
- Himizu (2011)